# Kundanalys
Kundanalys syftar till att skapa kunskap om ett företags kundstock och används för att stödja ett företags CRM-arbete, övergripande strategier, och marknadsföring. Vanliga kundanalyser är kundflödesanalys (nya, tappade och migrerade kunder i en period), kundens livstidsvärde, definition och beskrivning av olika kundsegment, köpbenägenhet, responsbenägenhet till olika erbjudanden, kundens lojalitet mot företaget.
Centralt för kundanalysen är nuvärdet av företagets kundstock. Genom att nuvärdesberäkna alla kostnader och intäkter som en kund förväntas generera till företaget över sin livstid kan kundstocken värderas som en tillgång. Detta synsätt ger marknadsavdelningen en möjlighet att optimera sin resursallokering till olika aktiviteter. 
Strategiska aktiviteter som kan optimeras är kundrekrytering, kundutveckling och motverkande av kundavhopp. Genom att tillämpa ett marginalkostnadsperspektiv så avgörs distributionen av varje marknadsföringskrona av den förväntade marginalvinsten av att tillämpa ytterligare en enhet av de olika grundstrategierna.